# Jarnac-Champagne
Jarnac-Champagne è un comune francese di 763 abitanti situato nel dipartimento della Charente Marittima nella regione della Nuova Aquitania.

## Società

### Evoluzione demografica
Abitanti censiti